# Дмитревский, Николай Павлович
Никола́й Па́влович Дмитре́вский (Дмитриевский) (1890—1938) — русский советский художник-график, иллюстратор книг.

## Биография
Родился в Ханькоу в Китае в семье дипломата П. А. Дмитревского; восприемником при крещении был будущий император Николай II.
Отец, П. А. Дмитревский, был сыном псаломщика Иоанно-Богословской Большеельминской церкви Вологодского уезда, обучался сначала в местных духовных учебных заведениях, а потом — на восточном факультете Петербургского университета. После окончания университета поступил на службу в Министерство иностранных дел. Служил в Китае, где также собирал и публиковал работы по истории Кантона и Кореи. Благодаря ему в Ханькоу был построен православный храм. Умер в 1904 году в Сеуле.
Сын Николай после окончания Вологодской гимназии в 1907 году уехал из Вологды в Петербург, где учился в школе Общества поощрения художеств, затем в мастерской Д. Н. Кардовского. Учился в Вологде (1910 год) и в Московском училище живописи, ваяния и зодчества (1911—1915 годы). Был членом Северного кружка любителей изящных искусств (СКЛИИ) в Вологде. В 1914 году был призван в армию. В январе 1918 года Н. П. Дмитревский вернулся в Вологду, где жил до 1928 года. В эти годы он оформлял спектакли в Доме революции, читал лекции по искусству. Назначенный в 1918 году заведующим музейным отделом и охраной памятников искусства и старины Губоно, работал по учету художественных коллекций монастырей и усадеб. В 1919 году по инициативе Н. П. Дмитревского рисовальные классы при СКЛИИ были преобразованы в Государственные свободные художественные мастерские, где Дмитревский преподавал рисунок и гравюру. Член ВКП(б) с 1920 года. В 1921 году Художественные мастерские были преобразованы в Художественный техникум, Н. П. Дмитревский продолжал преподавать на графическом отделении, а в 1923—1924 годы (до ликвидации техникума) был его директором. Последние десять лет жил в Москве и на станции Тарасовка Московской области, работал над оформлением книг, в области промышленной графики и экслибриса. Работы Н. П. Дмитревского неоднократно отмечались на всесоюзных полиграфических выставках, в 1937 году экспонировались на Всемирной выставке в Париже. Арестован 15 декабря 1937 года (по другим данным — в октябре), обвинён в «шпионской деятельности в пользу Германии». 23 декабря 1937 года Комиссией Наркома ВД и Прокурора СССР приговорён к расстрелу. Приговор приведён в исполнение 2 января 1938 года. Захоронен на Бутовском полигоне НКВД. Реабилитирован посмертно в декабре 1957 года.

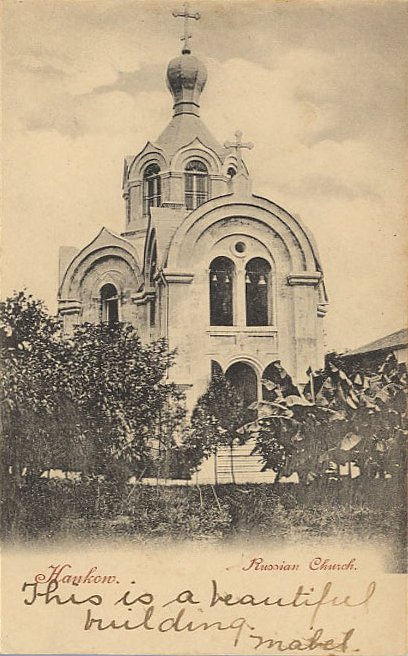
Православная церковь в Ханькоу
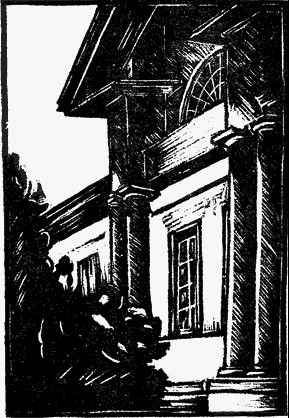
Бывший дом Дмитревских в Вологде. Линогравюра из альбома «Старая Вологда», 1922 г.
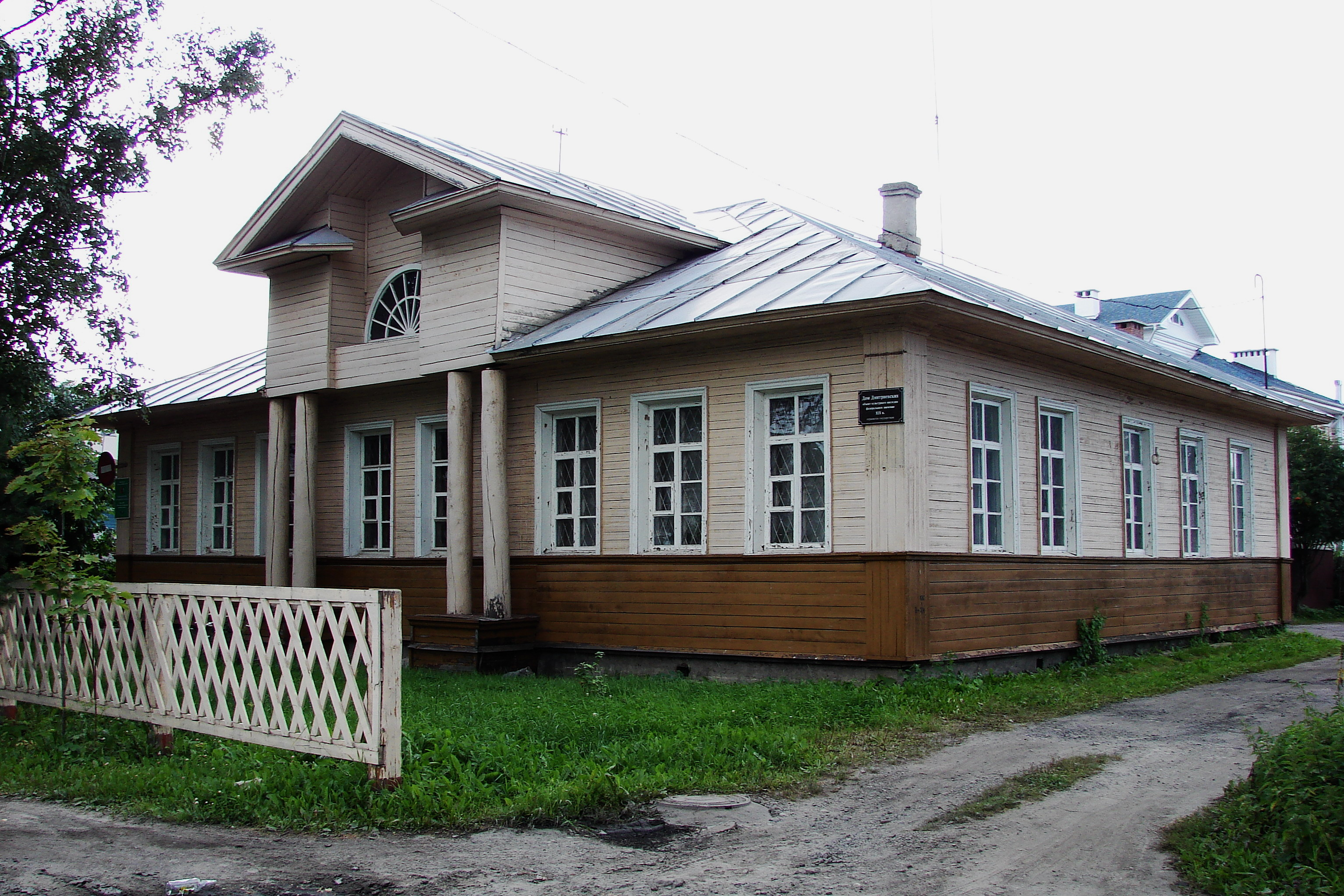
Дом Дмитревских, улица Воровского, 6 (перенесён с улицы Кирова 54/12 (б. Бестужевская), фото 2009 г.

## Творчество
Образование высшее художественное. Занимался экслибрисом, работал в технике ксилографии. Впервые выставил свои работы в 1923 году в Казани на выставке «Русский книжный знак». Участник двадцати художественных выставок в стране и за рубежом. Работал иллюстратором в издательстве «Academia». В 1934 году выполнил цикл иллюстраций к русским народным сказкам, которые не были изданы.
По мнению советского искусствоведа, специалиста по графике А. А. Сидорова, Н. П. Дмитревский овладел «мастерством гравюры на дереве до степени совершенства….»
Особое восхищение А. А. Сидорова вызвала работа Н. П. Дмитревского над иллюстрированием поэмы А. А. Блока «Двенадцать»:
Диковинно, что эти гравюры имеют все права на существование после того, как «Двенадцать» иллюстрировали в Ленинграде Анненков, за границей Масютин и Ларионов, в Москве — один из лучших представителей молодёжи — А. Гончаров.

## Собрания
Гравюры и рисунки Н. П. Дмитревского хранятся в гравюрном кабинете Государственного музея изобразительных искусств им. А С. Пушкина, в отделе графики Государственной Третьяковской галереи, в отделе графики Государственного Русского музея, в Вологодской областной картинной галерее, Государственном архиве Вологодской области, а также в нескольких частных собраниях.

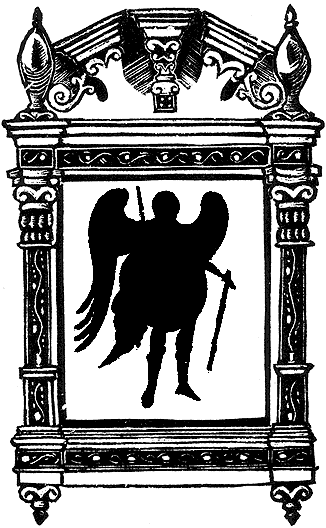
Наличник окна Сретенской церкви и силуэт ангела с иконы в церкви Иоанна Богослова. Линогравюра из альбома «Старая Вологда», 1922 г.
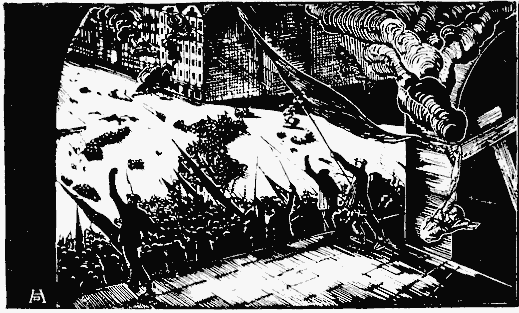
Восстание. Ксилогравюра к стихотворению Э. Верхарна. 1923 г.
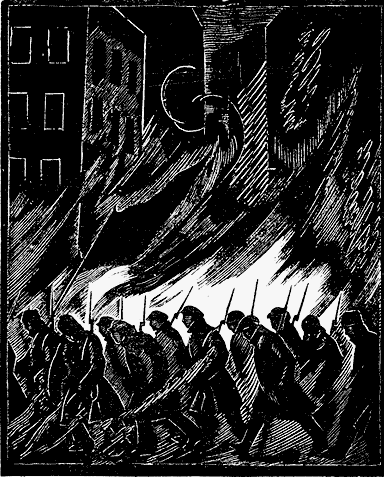
«И вьюга пылит им в очи дни и ночи напролёт…» Ксилогравюра к поэме А. А. Блока «Двенадцать», 1926 г.
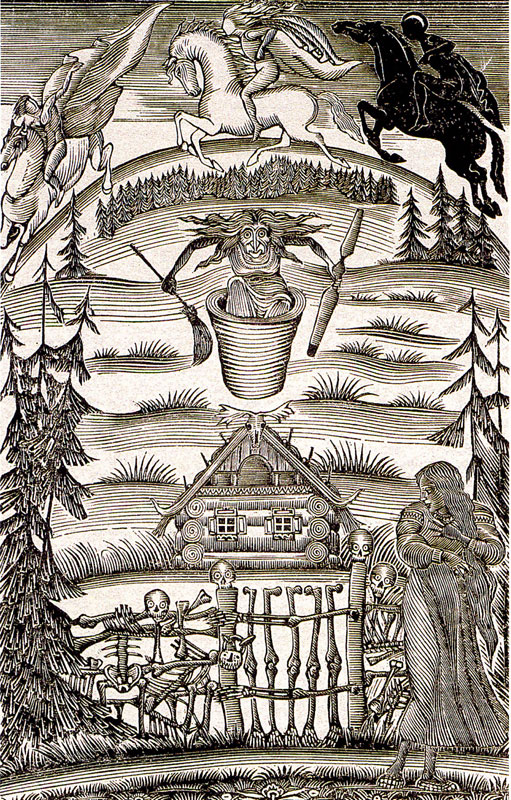
Василиса Прекрасная. Ксилогравюра, 1934 г.